# 내건성
내건성(drought tolerance)은 식물학에서 식물이 건조하거나 가뭄 조건에서 바이오매스 생산을 유지하는 능력이다. 일부 식물은 건조 조건에 자연적으로 적응하여 건조 내성, 해독 또는 물관부 색전증 복구와 같은 보호 메커니즘으로 생존한다. 다른 식물, 특히 옥수수, 밀, 쌀과 같은 작물은 유전공학을 통해 만들어진 새로운 품종으로 인해 가뭄에 점점 더 잘 견디게 되었다. 진화론적 관점에서 볼 때, 식물 뿌리에 형성된 균근 연합의 유형은 식물이 가뭄에 얼마나 빨리 적응할 수 있는지를 결정할 수 있다.
내건성 뒤에 있는 식물은 복잡하며 식물이 주어진 시간에 특정 집합의 조건들에 반응할 수 있도록 하는 많은 경로를 포함한다. 이러한 상호 작용 중 일부에는 기공 전도도, 카로티노이드 분해 및 안토시아닌 축적, 삼투압 방지제(예: 자당, 글리신 및 프롤린)의 개입, ROS 제거 효소가 포함된다. 내건성의 분자적 조절도 매우 복잡하며 환경, 식물의 발달 단계와 같은 다른 요인에 영향을 받는다. 이 제어는 주로 탈수 반응 요소 결합 단백질(DREB), 아브시스산(ABA) 반응 요소 결합 인자(AREB) 및 NAM(첨단 분열 조직 없음)과 같은 전사인자로 구성된다.

## 내건성 식물
다음은 가뭄을 견딜 수 있는 선별된 식물들의 과 (생물학), 종 및 속의 목록이다.
- 아카시아속
- 아이오니움속
- 아가판서스속
- 용설란속
- 알로에
- 뱅크시아속
- 베고니아속
- 부겐빌레아
- 부들레야
- 선인장
- 코스모스속
- 대구돌나물속
- 석연화속
- 에키네시아
- 유칼립투스속
- 꽃기린
- 삭사울
- 해바라기속
- 아이스플랜트속
- 협죽도
- 올리브나무
- 제라늄속
- 피튜니아
- 쇠비름속
- 피마자
- 로즈메리
- 배암차즈기속
- 돌나물속
- 포도 (종)
- 유카속

## 같이 보기
- 기후변화 완화
- 아브시스산